# Konungsfrid
Konungsfrid (latin Pax regia) tycks under 1000-talet ha haft betydelsen dels av frid för kungen dels av frid för de sändebud som skulle till Gutatinget enligt ett mellan Sveakonungen och gutarna träffat fördrag.
Från 1100-talet finns vittnesbörd om att kungen tagit såväl köpmän som klerker och munkar under sin frid. Enligt bestämmelse i vissa landskapslagar gällde frid för dem som deltog i ledung.
Konungsfriden utvidgades sedan under 1100-talet genom Birger jarls fridslagar och edsörelagstiftning  som betecknade vissa förbrytelser som fridsbrott.